# Jean Dutourd
Jean Gwenaël Dutourd (Parigi, 14 gennaio 1920 – Parigi, 17 gennaio 2011) è stato uno scrittore francese.
Sua madre morì quando lui aveva solo sette anni. All'età di vent'anni fu fatto prigioniero quindici giorni dopo l'invasione tedesca della Francia durante la Seconda guerra mondiale. Sei settimane dopo riuscì a fuggire e ritornò a Parigi dove studiò filosofia alla Sorbona.
Il suo primo libro, Le Complexe de César fu pubblicato nel 1946 e ricevette il premio Stendhal. Fu eletto al trentunesimo seggio della Académie française il 30 novembre 1978. Nel 1997 divenne membro della Accademia serba delle scienze e delle arti nella sezione di lingua e letteratura.